# حسین باغی
محمدحسین باغی (۷ مهر ۱۳۲۹ – ۲۹ آذر ۱۳۸۹) گوینده، دوبلور و مجری تلویزیونی اهل ایران بود. وی دانش‌آموخته زبان فرانسه بود.

## زندگی هنری
در سال ۱۳۴۶ با گویندگی تبلیغات کار خود را آغاز کرد و سپس به گویندگی در آنونس فیلم‌ها، فیلم‌های مستند و فیلم‌های سینمایی و تلویزیونی پرداخت. او در فیلم‌های بسیاری به جای بازیگرانی چون جان ساکسون، آنتونی بیچ، فرناندل، آدلفوچلی، راجر مور، تونی کورتیس و راج کاپور سخن گفته‌است.

## درگذشت
وی از شهریور ۱۳۸۹ در بیمارستان دی بستری شده بود. و سرانجام در ۲۹ آذر درگذشت. حسین باغی روز ـ چهارشنبه اول دیماه ۱۳۸۹ در قطعه ۲۱۳ بهشت زهرا به خاک سپرده شد. وی بنا بر وصیتش در قبری که در زمان حیاتش در قطعه ۲۱۳ خریداری کرده بود، به خاک سپرده شد.

## آنونس‌ها
- هامون
- ناخدا خورشید
- مادر
- نوادا اسمیت
- بوفالوی سفید
- سپید دندان
- رابین هوود
- سر آلفردو را برایم بیاورید
- پدرخوانده
- ملکه برفی
- رستم و سهراب
- سیندرلا
- ماراتن من
- سوپرمن
- علاءالدین و چراغ جادو
- سقوط امپراتوری رم
- آنونس فیلم‌های کمدی: چندین فیلم از چیچو و فرانکو، نورمن ویزدوم، جری لوئیس، لوئی دوفونس، لورل و هاردی.

## فیلم‌ها
- دن آرام
- دور دنیا در ۸۰ روز
- پسرم زنده بمان
- حلال و حرام
- غازهای وحشی
- کنت مونت کریستو
- بمب
- سریال جک هالبورن
- سریال کاراگاه کاستر (بجای شخصیتهای مختلف)
- ناوارو (بازرس بارادا)
- بازی با مرگ ( دوبلور منوچهر افسری)

## انیمیشن‌ها
| نام انیمیشن                 | در نقش                                           |
| --------------------------- | ------------------------------------------------ |
| دور دنیا در هشتاد روز       | ریگودون                                          |
| پاپای (در ایران: ملوان زبل) | قهرمان اصلی                                      |
| نیک و نیکو                  | چهار دست                                         |
| سفرهای میتی کومون           | کایکو (برخی قسمتها) و در برخی قسمتها نقشهای منفی |
| جزیره ناشناخته              | پوری پوری                                        |
| فوتبالیست‌ها                 | گزارشگر                                          |
| ای کیو سان                  | راوی                                             |
| راهنمایی و رانندگی          | غالب شخصیتها                                     |

## سایر
- در مجموعه‌های راهنمایی و رانندگی به جای اکثر شخصیت‌ها مانند سیا ساکتی، داود خطر خاله پسر و دیگران.
- در سریال گاز و بهینه‌سازی مصرف سوخت و وزارت کار.
- در تیزرهای تبلیغاتی بانک ملت در نیمه اول دهه ۷۰ که تأکید او بر روی کلمه بانک ونحوه بیان آن طرفداران بسیار داشت.
- در دهه شصت شمسی مسابقه‌ای را با عنوان «یک مسابقه سی سؤال» اجرا نمود.
- در نیمی از تیزرهای هر فصل صدا و سیما گویندگی کرده‌است.